# Мкртчян, Стёпа
Стёпа Мкртчян (арм. Ստեփան Մկրտչյան; род. 17 февраля 2003, Ереван) — армянский футболист, защитник клуба «Осиек» и национальной сборной Армении.

## Карьера

### «Арарат-Армения»

#### Начало карьеры
Воспитанник футбольный академии армянского клуба «Пюник». В июле 2018 года футболист перебрался в клуб «Арарат-Армения», где продолжил выступать за юношескую команду клуба в возрастной категории до 18 лет. Начиная с сентября 2019 года футболист стал выступать за вторую команду клуба в Первой лиге. Свой дебютный матч за команду футболист сыграл 4 октября 2019 года против клуба «Ширак-2», выйдя на поле в стартовом составе. Дебютный гол за команду футболист забил 28 февраля 2020 года в матче против ереванского «Торпедо». По итогу дебютного сезона футболист вместе с клубом завершил чемпионат на итоговом пятом месте, отличившись своим единственным забитым голом.

#### Сезон 2020/21
Новый сезон футболист полноценно начинал в составе второй команды. Первый матч в новом сезон футболист сыграл 15 августа 2020 года против клуба «Вест Армения», выйдя на замену на 83 минуте. Футболист быстро смог закрепиться в команде, став одним из ключевых центральных защитников. В ноябре 2020 года футболист стал попадать в заявки на матчи основной команды «Арарат-Армении», однако оставался на скамейке запасных. Первый гол в сезоне футболист забил 30 апреля 2021 года в матче против клуба «Лернаин Арцах». По итогу сезона футболист вместе с клубом завершили Первую лигу на итоговом предпоследнем месте, в то время как с основной командой клуба заняли итоговое пятое место в чемпионате, однако сам футболист так и не дебютировал за клуб.

#### Аренда в ЦСКА Ереван
В июле 2021 года футболист на правах арендного соглашения присоединился к ереванскому ЦСКА до конца сезона. Дебютировал за клуб футболист 30 июля 2021 года в матче против клуба «Пюник», выйдя на поле в стартовом составе. Дебютный гол за клуб футболист забил 20 февраля 2022 года в матче против клуба «Нораванк». На протяжении всего сезона футболист был в клубе одним из ключевых игроков, отличившись своим единственным забитым голом. По итогу сезона вместе с клубом завершил чемпионат на итоговом предпоследнем месте, отправившись в раунд плей-офф за сохранение прописки в сильнейшем дивизионе. По окончании срока арендного соглашение в июле 2022 года футболист покинул ереванский клуб.

#### Сезон 2022/23
Вернувшись из аренды футболист стал готовиться к новому сезону с основной командой клуба «Арарат-Армения». В июле 2022 года вместе с клубом футболист отправился на квалификационные матчи Лиги конференций УЕФА, в которых по сумме встреч в рамках второго квалификационного раунда уступили эстонскому клубу «Пайде», где сам футболист остался на скамейке запасных. Дебютный матч за клуб футболист сыграл 31 июля 2022 года против клуба «Урарту», выйдя на поле в стартовом составе. Начинал сезон футболист как игрок стартового состава, однако затем потерял место и проводил матчи на скамейке запасных.

#### Аренда в ЦСКА Ереван
В январе 2023 года футболист находился на просмотре в российском клубе «Пари Нижний Новгород». В феврале 2023 года футболист на правах арендного соглашения вернулся в ереванское ЦСКА до конца сезона. Первый матч за клуб в сезоне футболист сыграл 9 апреля 2023 года против ереванского клуба «Арарат», выйдя на замену на 34 минуте. Первым забитым голом в сезоне футболист отличился 26 апреля 2023 года в матче против чаренцаванского клуба «Ван». По итогу сезона вместе с клубом завершил чемпионат на итоговом предпоследнем месте. По окончании срока арендного соглашение в июле 2022 года футболист покинул ереванский клуб.

#### Аренда в «Осиек»
В июле 2023 года футболист на правах арендного соглашения перешёл в хорватский клуб «Осиек» до конца сезона с опцией права выкупа. Дебютировал за клуб 22 июля 2023 года в матче против клуба «Славен Белупо», выйдя на замену на 78 минуте. Затем футболист вместе с клубом отправился на квалификационные матчи Лиги конференций УЕФА. Первый матч в рамках еврокубкового турнира сыграл 27 июля 2023 года против венгерского клуба «Залаэгерсег». Дебютный гол за клуб футболист забил 13 августа 2023 года в матче против клуба «Истра 1961». По итогу третьего квалификационного раунда Лиги конференций УЕФА футболист вместе с клубом уступил по сумме встреч турецкому «Адана Демирспору». Футболист смог быстро закрепиться в основной команде хорватского клуба, однако затем стал оставаться на скамейке запасных.

### «Осиек»
В январе 2024 года футболист на полноценной основе перешёл в хорватский клуб, за сумму порядка 500 тысяч евро и подписав контракт до конца июня 2026 года. Вместе с клубом футболист завершил выступление в рамках Кубка Хорватии, где в четвертьфинальном матче 27 февраля 2024 года уступили клубу «Локомотива», однако сам футболист остался на скамейке запасных. Свой первый матч за клуб как полноценный игрок футболист сыграл сыграл 3 марта 2024 года против загребского «Динамо», выйдя на замену на 84 минуте. По итогу сезона футболист вместе с клубом завершил чемпионат на итоговом четвёртом месте. На протяжении сезона футболист выступал за клуб в роли игрока замены, большую часть матчей проведя на скамейке запасных, успев отличиться своим единственным забитым голом. 
В июле 2024 года футболист продлил контракт с клубом до конца июля 2027 года. Новый сезон футболист начал 25 июля 2024 года с  квалификаций Лиги конференций УЕФА против эстонского клуба «ФКИ Левадия». Первый матч в чемпионате футболист сыграл 11 августа 2024 года против загребского «Динамо», выйдя на поле в стартовом составе. По итогу третьего квалификационного раунда футболист вместе с клубом уступили азербайджанскому клубу «Зиря», завершив своё выступление в рамках еврокубкового турнира. В конце августа 2024 года футболист получил травму и бывыл из распоряжения клуба до середины ноября 2024 года. В полуфинале Кубка Хорватии 2 апреля 2025 года футболист вместе с клубом уступили клубу «Славен Белупо». По итогу сезона футболист вместе с клубом завершил чемпионат на итоговом седьмом месте. На протяжении сезона сезона футболист выступал за клуб в роли одного из основных игроков, однако результативными действиями не отличился.

## Международная карьера
В августе 2018 года футболист получил вызов в юношескую сборную Армении до 17 лет. Дебютировал за сборную 28 августа 2018 года в товарищеском матче против сборной Черногории. В октябре 2018 года вместе со сборной футболист отправился на квалификационные матчи юношеского чемпионата Европы до 17 лет. В 2019 году футболист также принимал участие в матчах за юношескую армянскую сборную до 16 лет.
В июне 2019 года футболист провёл несколько матчей в составе юношеской сборную Армении до 18 лет. В июле 2019 года футболист в составе юношеской сборной Армении до 19 лет отправился на матчи юношеского чемпионата Европы до 19 лет. Дебютировал за сборную 17 июля 2019 года в матче против сборной Италии.
В июне 2021 года футболист получил вызов в молодёжную сборную Армении для участия в квалификационных матчах молодёжного чемпионата Европы. Дебютировал за сборную футболист 8 июня 2021 года в матче против сборной Фарерских островов, выйдя на поле в стартовом составе.
В марте 2022 года футболист получил вызов в национальную сборную Армении. Дебютировал за сборную футболист 24 марта 2022 года в товарищеском матче против сборной Черногории, выйдя на поле в стартовом составе.